# Lemnisco mediale
Il lemnisco mediale, noto anche come fascio bulbo-talamico, nastro di Reil o fascio di Reil, è un fascio di fibre nervose che ha origine dalla colonna dorsale  della sostanza bianca spinale (fascicolo gracile e fascicolo cuneato) e che porta ai centri cerebrali superiori le informazioni tattili epicritiche e propriocettive coscienti raccolte dai neuroni pseudounipolari periferici.
Nel passaggio dal tronco encefalico al talamo, le fibre ascendenti dalle colonne dorsali si raccolgono nel lemnisco mediale.
All'origine della via colonne dorsali-lemnisco mediale vi è un neurone pseudounipolare con soma nel ganglio dorsale spinale e assone diviso in un ramo centrale e uno locale. Il ramo locale va alla periferia a fornire l'innervazione tattile, mentre il ramo centrale contribuisce a formare il fascicolo gracile se si tratta di informazioni veicolate dagli arti inferiori e parte inferiore del corpo, oppure il fascicolo cuneato se si tratta di informazioni provenienti da arti superiori e parte superiore del corpo.
Risale quindi ipsilateralmente (dallo stesso lato o omolaterale) fino al bulbo, terminando nel proprio nucleo (gracile o cuneato), da cui partono gli assoni dei successivi neuroni che da questi nuclei salgono al tronco encefalico dove incrociano con i controlaterali (decussazione del lemnisco mediale o decussazione sensitiva) e continuano ad ascendere, come lemnisco mediale, fino a terminare nel nucleo ventrale posteriore del talamo.
Nell'incrociarsi, le fibre del lemnisco mediale vanno a costituire una striscia bianca (rafe) che si estende lungo il piano mediano del bulbo superiormente alla decussazione delle piramidi (importante però ricordare che la decussazione del lemnisco mediale avviene posteriormente mentre la decussazione delle piramidi si nota sulla faccia anteriore del tronco encefalico riguardando, infatti, l'80% del fascio corticospinale).
In tutto il percorso l'organizzazione delle fibre è di tipo somatotopico: già a livello di fascicoli gracile e cuneato, dal livello sacrale all'alto le fibre si dispongono da una posizione mediale a una sempre più laterale, salendo, e questa organizzazione si vede anche a livello centrale, anche dopo l'incrocio, fino al nucleo ventrale posteriore.